# Arctostaphylos silvicola
Arctostaphylos silvicola är en ljungväxtart som beskrevs av Jepson och Wiesl. Arctostaphylos silvicola ingår i släktet mjölonsläktet, och familjen ljungväxter. Inga underarter finns listade i Catalogue of Life.